# Right Here, Right Now (canção de Giorgio Moroder)
"Right Here, Right Now" é uma canção do produtor italiano Giorgio Moroder, contida em seu décimo sexto álbum de estúdio Déjà Vu. Conta com a participação de Kylie Minogue. A música foi vazada na internet em 16 de janeiro de 2015, e quatro dias depois, foi lançada mundialmente em download digital na iTunes Store.

## Antecedentes
"Right Here, Right Now" é o primeiro single do vigésimo primeiro álbum de estúdio de Giorgio Moroder, Déjà Vu, na sequência de um lançamento promocional do single "74 Is the New 24". Gravado em 2014, apresenta vocais de Kylie Minogue. A canção foi divulgada em 16 de Janeiro de 2015 e posteriormente lançado digitalmente em 20 de janeiro. "Right Here, Right Now" foi produzido por Moroder e Patrick Jordan-Patrikios, e escrito por Moroder, Jordan-Patrikios, Karen Poole e David Etherington. 
Anunciado em novembro, Déjà Vu conta com a participação de artistas como Minogue, Britney Spears, Sia, Charli XCX, Mikky Ekko, Foxes, Matthew Koma entre outros. Este álbum é o seu primeiro álbum de estúdio em mais de 30 anos.
Kylie Minogue já havia gravado uma música diferente com o mesmo nome, que está presente no seu quarto álbum de estúdio Let's Get to It (1991).

## Recepção da crítica
"Right Here, Right Now" teve avaliações positivas dos críticos. A revista Billboard descreveu o uma "pulsante faixa pop/dance" como parte de um "renascimento" de Giorgio Moroder. Muitos meios de comunicação opinaram que a canção era uma forte colaboração entre Moroder e Minogue. Nolan Freeney, da revista Time, afirmou que a colaboração funcionou bem, observando que a música soou o que poderia ter aparecido no último álbum de estúdio da cantora Kiss Me Once (2014), e completou: "Obrigado pelos vocoder-like profundas da pista, que é claro que Moroder não tem nenhum problema de atualizar seu som depois de todas essas décadas". Stefan Kyriazis, do Daily Express, descreveu Minogue na canção como "o parceiro perfeito no crime" para Moroder.
Music Times afirmou que "a música mostra a capacidade de Moroder para moldar uma pista na qual ele está colaborando com. Right Here, Right Now oferece o melhor dos dois artistas, com oscilação baixa e discoteca de estilo e profunda de Moroder sob um desempenho soulful de Minogue que poderia ser entregues 40 anos antes quando ela cantava com uma performance vocal impressionante do início ao fim". Chris Coplan, de Consequence of Sound, descreveu os vocais da cantora como "sedutor". Coplan declarou que Moroder era especialista em criar uma música "em torno de um vocalista e sua persona", observando seu trabalho passado com Donna Summer, e que "Right Here, Right Now" exibiu isso com Minogue.

## Vídeo musical
Um videoclipe para a faixa foi filmado em dezembro de 2014. O coreógrafo para a gravação foi Blake McGrath. Em 20 de janeiro, um teaser de quinze segundos do vídeo foi lançado. Apresenta efeitos caleidoscópicos e foi lançado em 02 de fevereiro de 2015 pelo canal VEVO de Giorgio.

## Faixas e formatos
| Download digital |                                             |         |  |
| N.º              | Título                                      | Duração |  |
| 1.               | "Right Here, Right Now" (com Kylie Minogue) | 3:30    |  |

## Desempenho nas tabelas musicais

### Posições
| Tabela musical (2015)                         | Melhor posição |
| --------------------------------------------- | -------------- |
| Bélgica (Ultratip Bubbling Under de Flandres) | 76             |
| Bélgica (Ultratip Bubbling Under da Valônia)  | 45             |
| França (SNEP)                                 | 147            |

## Histórico de lançamento
| Região         | Data                    | Formato                     | Gravadora  |
| -------------- | ----------------------- | --------------------------- | ---------- |
| Itália         | 19 de janeiro de 2015   | Contemporary hit radio      | Sony Music |
| Mundo          | 20 de janeiro de 2015   | Download digital            | RCA        |
| Reino Unido    | 30 de janeiro de 2015   | Download digital            | RCA        |
| Austrália      | 27 de fevereiro de 2015 | Download digital (Remix EP) | Sony Music |
| Brasil         | 27 de fevereiro de 2015 | Download digital (Remix EP) | Sony Music |
| Irlanda        | 27 de fevereiro de 2015 | Download digital (Remix EP) | Sony Music |
| Reino Unido    | 1 de março de 2015      | Download digital (Remix EP) | RCA        |
| Estados Unidos | 3 de março de 2015      | Download digital (Remix EP) | RCA        |
| Canadá         | 3 de março de 2015      | Download digital (Remix EP) | Sony Music |